# Атлетика на Летњим олимпијским играма 2004 — бацање кладива за мушкарце
Такмичење у бацању кладива за мушкарце на Олимпијским играма 2004. је одржано двадесет четврти пут од када је уведно је као нова атлетска дисципина на Олимпијским играма 1900. у Паризу. Такмичење је одржано на Олимпијском стадиону Спиридон Луис у Атини 20. и 22. августа.
Пре почетка такмичења постојала су три фаворита за освајање медаља:Иван Тихон из Белорусије светски првак из Париза 2003., Адријан Ануш из Мађарске европски првак из Минхена 2002. и Јапанац Коџи Мурофуши, бронзана медаља са Светског првенства 2003. у Паризу, који је имао трећи најдуже бацање у 2003. години — 84,86 м. У финалу, Ануш је водио од самог почетка, са 80,53 м у првом кругу и 82,32 м у још два круга. У трећем кругу, је побољшшао даљину на 83,19 метара и постигао најбољи резултат такмичења.
Мурофуши је био други са најбољим бацањем од 82,91 метра у последњем кругу, и освојио сребрну медаљу. Ануш је прошао тестове за допинг контрлу пре и после такмичења, али је после дисквалификације првака у бацању диска Роберта Фазекаша са којим је Ануш имао истог тренера, позван је назад за још један тест. Поновљеном анализом је откривено да је користио забрањена средства, па је дисквалификован, а златна медаља је припала Мурофушију.
Учествовало је 35 такмичара из 25 земаља, подељених у две квалификационе групе: група А са 18 и група Б са 17 такмичара.

## Земље учеснице
| - 1. Албанија (1) - 2. Аргентина (1) - 3. Аустралија (1) - 4. Белорусија (3) - 5. Чешка (1) - 6. Хрватска (1) - 7 Финска (2) - 8. Немачка (2) | - 9. Грчка (1) - 10. Италија (1) - 11. Јапан (1) - 12. Кувајт (1) - 13. Мађарска (2) - 14. Молдавија (1) - 15. Пољска (1) - 16. Португалија (1) | - 17. Русија (3) - 18. Словачка (2) - 19. Словенија (1) - 20. Швајцарска (1) - 21. Таџикистан (1) - 22. Турска (1) - 23. Украјина (3) - 24. Сједињене Америчке Државе (2) |

## Победници
|                       |                         |                     |
| Коџи Мурофуши · Јапан | Иван Тихон · Белорусија | Ешреф Апак · Турска |

## Рекорди пре почетка такмичење
стање на дан 21. август 2004.
| Светски рекорд          | Јуриј Седих · Совјетски Савез     | 86,74 | Штутгарт, Западна Немачка             | 30. август 1986.    |
| Олимпијски рекорд       | Сергеј Литвинов · Совјетски Савез | 84,80 | Сеул, Јужна Кореја                    | 26. септембар 1988. |
| Најбољи резултат сезоне | Иван Тихон · Русија               | 84,46 | Минск, Белорусија                     | 7. мај 2004.        |
| Афрички рекорд          | Крис Хармсе · Јужна Африка        | 80,21 | Potchefstroom, Јужноафричка Република | 20. април 2004.     |
| Азијски рекорд          | Коџи Мурофуши · Јапан             | 84,86 | Праг, Чешка                           | 29. јун 2003.       |
| Североамерички рекорд   | Ленс Дил · Сједињене Државе       | 82,52 | Милано, Италија                       | 7. септембар 1996.  |
| Јужноамерички рекорд    | Хуан Игнасио Кера · Аргентина     | 76,42 | Трст, Италија                         | 25. јул 2001.       |
| Европски рекорд         | Јуриј Седих · Совјетски Савез     | 86,74 | Штутгарт, Западна Немачка             | 30. август 1986.    |
| Океанијски рекорд       | Стјуарт Рендел · Аустралија       | 79,29 | Вараждин, Хрватска                    | 6. јул 2002.        |

## Сатница
| Датум            | Време | Коло                  |
| ---------------- | ----- | --------------------- |
| 20. август 2011. | 9:15  | Квалификације А група |
| 20. август 2011. | 11:00 | Квалификације Б група |
| 22. август 2011. | 21:15 | Финале                |

## Резултати

### Квалификације
За пласма у финале међу 12 најбољих норма је била 78,00 метара. Задату норму су испунила четири такмичара (КВ), а осам је у финале ушло према посигнутом резултату (кв). 
| Пласман | Група | Атлетичар                | Држава                    | #1    | #2    | #3    | Резултат     | Напомене     |
| ------- | ----- | ------------------------ | ------------------------- | ----- | ----- | ----- | ------------ | ------------ |
| 1       | Б     | Иван Тихон               | Белорусија                | 77,85 | 77,12 | 80,78 | 80,78        | КВ           |
| 2       | Б     | Кристијан Парш           | Мађарска                  | 77,43 | 80,50 |       | 80,50        | КВ           |
| 3       | Б     | Коџи Мурофуши            | Јапан                     | 79,55 |       |       | 79,55        | КВ           |
| 4       | Б     | Примож Козмус            | Словенија                 | 76,97 | 78,81 |       | 78,816       | КВ ЛРС       |
| 5       | А     | Адријан Ануш             | Мађарска                  | 79,59 |       |       | 79,59        | кв           |
| 6       | A     | Маркус Есер              | Немачка                   | 76,39 | 75,29 | 77,49 | 77,49        | кв           |
| 7       | Б     | Либор Харфрејтаг         | Словачка                  |       |       | 77,30 | 77,30        | кв           |
| 8       | А     | Игор Астапкович          | Белорусија                | 76,70 | 76,08 | 76,88 | 76,88        | кв           |
| 9       | Б     | Никола Вицони            | Италија                   | 76,84 | 75,35 | 75,03 | 76,84        | кв           |
| 10      | А     | Ешреф Апак               | Турска                    |       |       | 76,74 | 76,74        | кв           |
| 11      | Б     | Вадим Девјатовски        | Белорусија                | 71,69 | 74,81 | 76,72 | 76,72        | кв           |
| 12      | Б     | Карстен Кобс             | Немачка                   | 76,69 |       |       | 76,69        | кв           |
| 13      | А     | Иља Коновалов            | Русија                    | 75,40 |       | 76,36 | 76,36        |              |
| 14      | А     | Шимон Зјолковски         | Пољска                    | 76,12 | 74,55 | 76,17 | 76,17        |              |
| 15      | Б     | Милосав Конопка          | Словачка                  | 74,42 |       | 76,16 | 76,16        |              |
| 16      | Б     | Оли-Пека Карјалајнен     | Финска                    |       | 74,51 | 76,11 | 77,11        |              |
| 17      | Б     | Сергеј Кирмасов          | Русија                    | 75,12 | 73,68 | 75,83 | 75,83        |              |
| 18      | 17    | Александрор Пападимириос | Грчка                     |       |       | 75,55 | 75,55        |              |
| 19      | 18    | Oleksandr Krykun         | Украјина                  |       | 75,42 | 74,37 | 75,42        |              |
| 20      | Б     | Артем Рубанко            | Украјина                  | 75,08 |       |       | 75,08        |              |
| 21      | Б     | Џејмс Паркер             | Сједињене Америчке Државе | 73,15 | 74,09 | 75,04 | 75,04        |              |
| 22      | Б     | Андраш Хаклић            | Хрватска                  |       | 73,51 | 74,43 | 74,43        |              |
| 23      | Б     | Давид Седерберг          | Финска                    |       |       | 74,14 | 74,14        |              |
| 24      | А     | Патрик Сутер             | Швајцарска                | 72,45 |       | 73,54 | 73,54        |              |
| 25      | Б     | Јуриј Воронкин           | Русија                    | 73,47 | 71,97 |       | 73,47        |              |
| 26      | А     | Стјуарт Рандел           | Аустралија                |       | 72,61 |       | 72,61        |              |
| 27      | А     | Хуан Игнасио Сера        | Аргентина                 | 69,10 | 72,53 | 68,64 | 72,53        |              |
| 28      | А     | Витор Коста              | Португалија               | 72,47 | 72,44 |       | 72,47        |              |
| 29      | А     | Роман Розна              | Молдавија                 |       |       | 71,78 | 71,78        |              |
| 30      | А     | Владимир Машка           | Чешка                     | 71,76 |       |       | 71,76        |              |
| 31      | Б     | Али ел Зинкави           | Кувајт                    | 70,67 | 71,06 | 70,68 | 71,06        |              |
| 32      | Б     | Доријан Цолаку           | Албанија                  | 70,06 | 69,27 | 67,61 | 70,06        |              |
| 33      | А     | Алфред Џорџ Кругер       | Сједињене Америчке Државе | 69,38 | 68,03 |       | 69,38        |              |
| –       | –     | Владислав Пискунов       | Украјина                  | х     | х     | х     | Нема пласман | Нема пласман |
| –       | –     | Дилшод Назаров           | Таџикистан                | х     | х     | х     | Нема пласман | Нема пласман |

### Финале
| Пласман | Атлетичар         | Држава     | 1     | 2     | 3     | 4     | 5     | 6     | Резултат | Напомене        |
| ------- | ----------------- | ---------- | ----- | ----- | ----- | ----- | ----- | ----- | -------- | --------------- |
|         | Коџи Мурофуши     | Јапан      | 79,90 | 81,60 | 81,16 | 82,35 | х     | 82,91 | 82,91    | ЛРС             |
|         | Иван Тихон        | Белорусија | х     | х     | 78,55 | 78,31 | 79,81 | х     | 79,81    |                 |
|         | Ешреф Апак        | Турска     | 75,79 | 79,51 | х     | 79,23 | 75,15 | 76,34 | 79,51    |                 |
| 4       | Вадим Девјатовски | Белорусија | 78,67 | 78,82 | х     | 75,41 | 76,61 | х     | 78,82    |                 |
| 5       | Кристијан Парш    | Мађарска   | 76,94 | 78,16 | 77,55 | 78,73 | х     | 77,26 | 78,73    |                 |
| 6       | Примож Козмус     | Словенија  | 75,82 | 77,08 | 76,45 | 78,56 | 77,61 | 78,24 | 78,56    |                 |
| 7       | Либор Харфрејтаг  | Словачка   | 74,93 | 77,52 | 77,30 | 75,60 | 77,54 | 73,06 | 77,54    |                 |
| 8       | Карстен Кобс      | Немачка    | 75,72 | 75,97 | 76,30 |       |       |       | 76,30    |                 |
| 9       | Игор Астапкович   | Белорусија | х     | х     | 76,22 |       |       |       | 76,22    |                 |
| 10      | Никола Вицони     | Италија    | 74,27 | 72,97 | 73,02 |       |       |       | 74,27    |                 |
| 11      | Маркус Есер       | Немачка    | 72,51 | х     | 71,31 |       |       |       | 72,51    |                 |
| —       | Адријан Ануш      | Мађарска   |       |       |       |       |       |       | 83,19    | Дисквалификован |

1. ↑  Освајач златне медаље у бацању кладива Адријан Ануш је био позитиван на допинг контроли, па му је одузета златна медаља а резултат је обрисани.

Легенда: СР = Светски рекорд, ОР = Олимпијски рекорд, ЕР = Европски рекорд, ОКР = Океанијски рекорд, СРС = Светски рекорд сезоне (најбоље време сезоне на свету), ЛРС = Рекорд сезоне (најбоље лично време сезоне), НР = Национални рекорд, ЛР = Лични рекорд